# Associazione Sportiva Imola Calcio 1995-1996
Questa pagina raccoglie le informazioni riguardanti l'Associazione Sportiva Imola Calcio nelle competizioni ufficiali della stagione 1995-1996.

## Rosa
| N. |                   | Ruolo | Calciatore        |
| -- | ----------------- | ----- | ----------------- |
|    | Italia (bandiera) | C     | Cristian Arrigoni |
|    | Italia (bandiera) |       | Bersanetti        |
|    | Italia (bandiera) | D     | Alfonso Bertozzi  |
|    | Italia (bandiera) | P     | Mauro Bertozzi    |
|    | Italia (bandiera) | A     | Luca Bonaventura  |
|    | Italia (bandiera) | C     | Paolo Cangini     |
|    | Italia (bandiera) |       | Carta             |
|    | Italia (bandiera) | C     | Giacomo Ceredi    |
|    | Italia (bandiera) | A     | Andrea Cervellin  |
|    | Italia (bandiera) | D     | Mirco Fantini     |
|    | Italia (bandiera) | A     | Marco Fida        |
|    | Italia (bandiera) | C     | Andrea Galassi    |
|    | Italia (bandiera) | C     | Paolo Garbelli    |

| N. |                   | Ruolo | Calciatore            |
| -- | ----------------- | ----- | --------------------- |
|    | Italia (bandiera) | A     | Massimiliano Lucchi   |
|    | Italia (bandiera) | C     | Pietro Mariniello     |
|    | Italia (bandiera) | P     | Mirco Martini         |
|    | Italia (bandiera) | D     | Luca Montanari        |
|    | Italia (bandiera) | D     | Simone Morigi         |
|    | Italia (bandiera) | D     | William Pederzoli     |
|    | Italia (bandiera) |       | Polverari             |
|    | Italia (bandiera) | D     | Claudio Pressi        |
|    | Italia (bandiera) | D     | Vincenzo Prochilo     |
|    | Italia (bandiera) | A     | Giovanni Tiberi       |
|    | Italia (bandiera) |       | Toschi                |
|    | Italia (bandiera) | C     | Emanuele Valbruccioli |
|    | Italia (bandiera) | C     | Maurizio Zanoli       |

## Risultati

### Campionato

#### Girone di andata
| 3 settembre 1995 1ª giornata | Giorgione | 1 – 0 | Imola |  |

| 10 settembre 1995 2ª giornata | Imola | 0 – 5 | Ternana |  |

| 17 settembre 1995 3ª giornata | Imola | 0 – 1 | Forlì |  |

| 24 settembre 1995 4ª giornata | Cecina | 2 – 0 | Imola |  |

| 1º ottobre 1995 5ª giornata | Imola | 1 – 0 | Fermana |  |

| 8 ottobre 1995 6ª giornata | Fano | 2 – 1 | Imola |  |

| 15 ottobre 1995 7ª giornata | Imola | 1 – 1 | Ponsacco |  |

| 22 ottobre 1995 8ª giornata | Centese | 0 – 1 | Imola |  |

| 29 ottobre 1995 9ª giornata | Imola | 0 – 1 | San Donà |  |

| 5 novembre 1995 10ª giornata | Triestina | 2 – 1 | Imola |  |

| 12 novembre 1995 11ª giornata | Imola | 1 – 0 | Rimini |  |

| 19 novembre 1995 12ª giornata | Vis Pesaro | 2 – 1 | Imola |  |

| 3 dicembre 1995 13ª giornata | Baracca Lugo | 1 – 1 | Imola |  |

| 10 dicembre 1995 14ª giornata | Imola | 2 – 0 | Tolentino |  |

| 17 dicembre 1995 15ª giornata | Livorno | 1 – 1 | Imola |  |

| 30 dicembre 1995 16ª giornata | Imola | 1 – 2 | Treviso |  |

| 7 gennaio 1996 17ª giornata | Pontedera | 3 – 3 | Imola |  |

#### Girone di ritorno
| 14 gennaio 1996 18ª giornata | Imola | 0 – 0 | Giorgione |  |

| 21 gennaio 1996 19ª giornata | Ternana | 0 – 3 | Imola |  |

| 28 gennaio 1996 20ª giornata | Forlì | 1 – 0 | Imola |  |

| 4 febbraio 1996 21ª giornata | Imola | 3 – 1 | Cecina |  |

| 11 febbraio 1996 22ª giornata | Fermana | 1 – 0 | Imola |  |

| 18 febbraio 1996 23ª giornata | Imola | 2 – 3 | Fano |  |

| 26 febbraio 1996 24ª giornata | Ponsacco | 0 – 1 | Imola |  |

| 10 marzo 1996 25ª giornata | Imola | 2 – 0 | Centese |  |

| 17 marzo 1996 26ª giornata | San Donà | 6 – 0 | Imola |  |

| 24 marzo 1996 27ª giornata | Imola | 0 – 0 | Triestina |  |

| 31 marzo 1996 28ª giornata | Rimini | 1 – 2 | Imola |  |

| 14 aprile 1996 29ª giornata | Imola | 1 – 1 | Vis Pesaro |  |

| 20 aprile 1996 30ª giornata | Imola | 0 – 0 | Baracca Lugo |  |

| 28 aprile 1996 31ª giornata | Tolentino | 1 – 0 | Imola |  |

| 5 maggio 1996 32ª giornata | Imola | 0 – 2 | Livorno |  |

| 12 maggio 1996 33ª giornata | Treviso | 1 – 1 | Imola |  |

| 19 maggio 1996 34ª giornata | Imola | 1 – 2 | Pontedera |  |